# Siedlung Hinter der Dorfaue

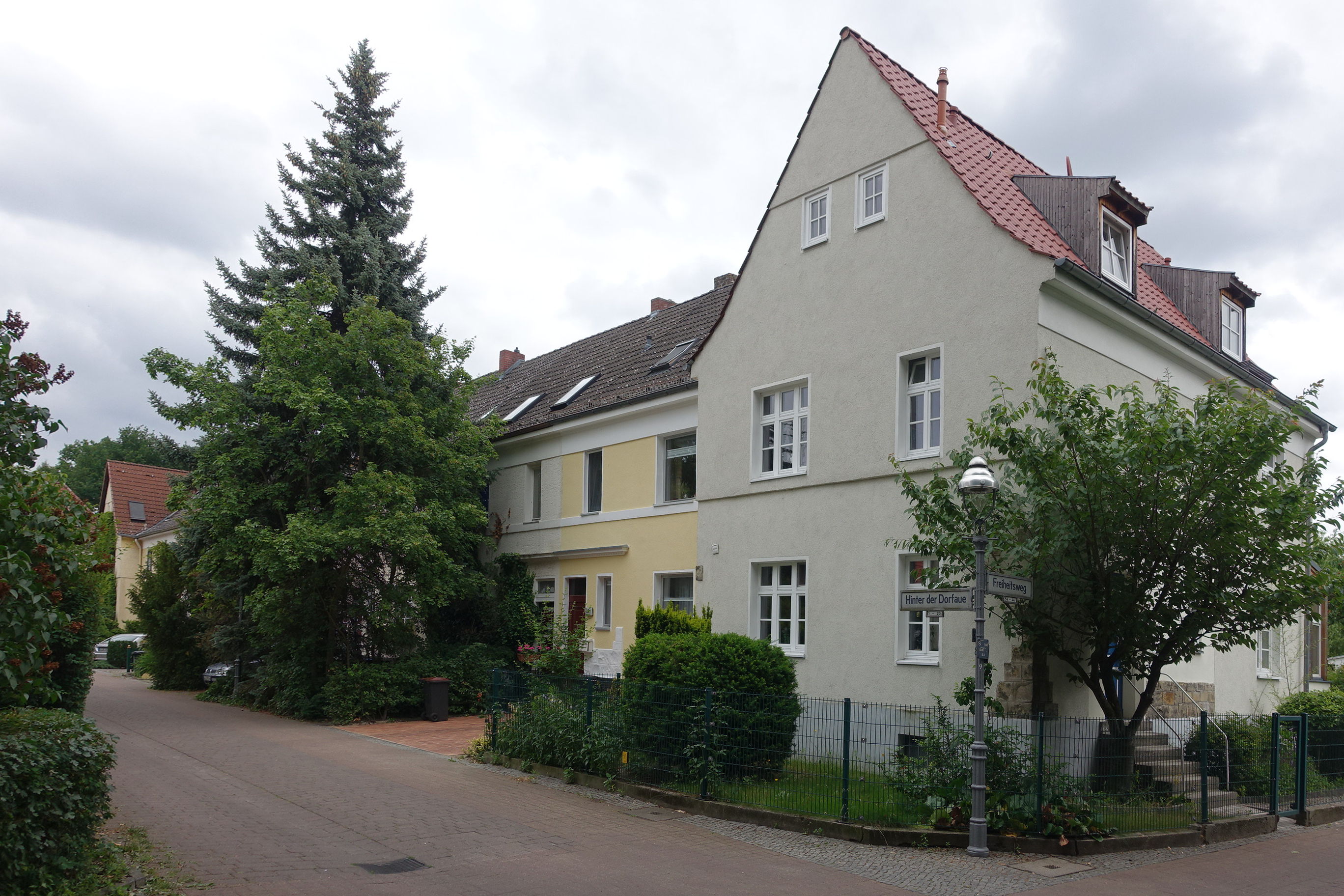
Hinter der Dorfaue

Die Gemeindesiedlung „Hinter der Dorfaue“ ist eine im Berliner Ortsteil Reinickendorf gelegene denkmalgeschützte Wohnsiedlung, errichtet in den Jahren 1919 und 1920 durch die Gemeinde Reinickendorf.

## Geschichte und Architektur
Die Siedlung „Hinter der Dorfaue“ entstand zeitgleich mit der Siedlung Luisenhof nördlich des Dorfangers von Reinickendorf auf einem durch die Gemeinde Reinickendorf dem Hofbesitzer Karl Großkopf abgekauften Grundstück zwischen Freiheitsweg und Bahndamm der Kremmener Bahn. Auf 30 Parzellen wurden Eigenheime als Doppel- und Reihenhäuser in der Form eines Wohnhofes errichtet. Die Grundstücke sollten hauptsächlich an Kriegsbeschädigte und Hinterbliebene verkauft werden. Nachdem jedoch nur wenige die vorgeschriebene Anzahlung von 4.000 M zahlen konnten, wurden die Grundstücke auch an Bewerber aus dem mittleren Bürgertum vergeben. Der Gemeindebaurat Hans Krecke war zusammen mit dem Gemeindebaumeister Reinhold Reppin für die Planung verantwortlich.
1920 war die Siedlung fertig gestellt. Die Parzellen waren verkauft und die Häuser bezogen. Die Mehrzahl der Grundstücke war von Beamten der Gemeinde, der Post, von Verkehrsbetrieben und dem Schulwesen bewohnt. Auch der Gemeindebaurat Hans Krecke bezog eines der Reihenhäuser.
Bis 1945 befanden sich 24 von 30 Grundstücken noch immer im Besitz der Familien, die 1920 in die Häuser eingezogen waren. Es gab bis dahin nur wenige bauliche Veränderungen. Lediglich die gartenseitigen massiven Balkone, unter denen sich jeweils der Kleinviehstall befand, wurden zum Teil zu Veranden umgebaut. Die Straße „Hinter der Dorfaue“ wurde in den 1930er Jahren gepflastert.
Die Siedlung blieb im Zweiten Weltkrieg nahezu unbeschädigt. Lediglich die Zeile Hinter der Dorfaue Nr. 25–27 war in den Obergeschossen zerstört und wurde noch 1947 wieder aufgebaut. Die Druckwelle des Bombentreffers führte auch zu Schäden an der Dachdeckung der umliegenden Häuser, die ebenfalls Ende der 1940er Jahre behoben wurden. In den 1940er und 1950er Jahren wurden zahlreiche Häuser neu verputzt.
Durch Instandsetzungsarbeiten gingen in der zweiten Hälfte des 20. Jahrhunderts einige wichtige und Siedlungstypische Gestaltungsmerkmale verloren, wie beispielsweise die straßenseitigen Fledermausgauben und die Eingangsgestaltungen mit Rankgerüsten. Die Unterschutzstellung der Siedlung „Hinter der Dorfaue“ als Denkmalensemble in den 1990er Jahren würdigt die Siedlung als wichtiges Zeugnis des Wohnungsbaus der Nachkriegszeit des Ersten Weltkrieges und ermöglicht die Erhaltung oder auch die Wiedergewinnung wesentlicher Gestaltungsmerkmale.